# Masamune
Masamune (正宗?   c. de 1264 - 1343) también conocido como Gorō Nyūdō Masamune (五郎入道正宗 Sacerdote Gorō Masamune?), es ampliamente reconocido como el mayor espadero de Japón. Creó espadas y dagas, conocidas en japonés como tachi y tantō respectivamente, en la tradición Soshu. No se conocen fechas exactas para la vida de Masamune. En general, se acepta que hizo la mayoría de sus espadas a finales del siglo XIII y principios del XIV, 1288-1328. Algunas historias enumeran el nombre de su familia como Okazakii, pero algunos expertos creen que esta es una invención para mejorar la posición de la familia Tokugawa.
Se cree que Masamune trabajó en la provincia de Sagami durante la última parte del período Kamakura (1288–1328), y se cree que fue entrenado por herreros de las provincias de Bizen y Yamashiro, como Saburo Kunimune, Awataguchi Kunitsuna y Shintōgo Kunimitsu. Él era el padre de Hikoshiro Sadamune, considerado por muchos como un maestro Sōshū casi tan famoso.
En la Competencia Japonesa de Fabricación de Espadas se otorga un premio para los espaderos llamado Premio Masamune. Aunque no se otorga todos los años, se presenta a un herrero que ha creado un trabajo excepcional.

## Estilo
Las espadas de Masamune poseen una reputación de belleza y calidad superiores, notables en un período en el que el acero necesario para las espadas a menudo era impuro. Se considera que llevó a la perfección el arte del "nie" (錵?  cristales martensíticos incrustados en la matriz de perlita, que se cree que se parecen a las estrellas en el cielo nocturno).
Masamune estudió con Shintōgo Kunimitsu e hizo cuchillas en suguha (línea de revenido recto) pero hizo notare hamon, donde el acabado en el borde de ataque de la cuchilla se ondula lentamente donde se templó. También hay algunas cuchillas con ko-midare (pequeñas irregularidades), un estilo que parece haber sido copiado de los estilos antiguos de Bizen y la provincia de Hōki. Sus obras están bien caracterizadas por chikei llamativos (líneas oscuras que siguen el patrón de grano en el acero sobre el hamon), kinsuji (líneas en forma de rayo de nie) y nie (cristales de martensita incrustados en una matriz de perlita).
Las espadas creadas por Masamune a menudo se mencionan con el nombre del herrero (como con otras piezas de arte), a menudo también con un nombre para la espada individual. El "Honjo Masamune", un símbolo del shogunato Tokugawa y transmitido de shōgun a shōgun, es quizás la espada Masamune más conocida.
Las obras firmadas de Masamune son raras. Los ejemplos "Fudo Masamune", "Kyōgoku Masamune" y "Daikoku Masamune" son aceptados como sus obras genuinas. A juzgar por su estilo, estuvo activo desde el último período Kamakura hasta el período Nanbokuchō.
Sus espadas son las más citadas entre las que figuran en el Kyōho Meibutsu Cho, un catálogo de espadas excelentes en las colecciones de daimyō editadas durante la era Kyōhō por la familia Hon'ami de tasadores y pulidores de espadas. El catálogo fue creado por orden del Tokugawa Yoshimune del shogunato Tokugawa en 1714 y consta de tres libros. El primer libro, conocido como Nihon Sansaku, es una lista de los tres mejores espaderos a los ojos de Toyotomi Hideyoshi, incluidos Etchu Matsukura Go Umanosuke Yoshihiro, Awataguchi Toshiro Yoshimitsu, y enumera cuarenta y una cuchillas de Masamune. Los tres libros juntos enumeran sesenta y una hojas de Masamune. Hay muchas más cuchillas listadas para Masamune que los siguientes dos herreros combinados. Se sabe que Hideyoshi tenía una pasión por los herreros de Soshu, lo que puede explicar esto. Un tercio de todas las espadas enumeradas son cuchillas Soshu de muchos de los grandes maestros de Soshu, incluidos los estudiantes de Masamune.

## Leyendas de Masamune y Muramasa
Una leyenda cuenta una prueba en la que Muramasa desafió a su maestro, Masamune, para ver quién podía hacer una espada más fina. Ambos trabajaron incansablemente y, finalmente, cuando ambas espadas estuvieron terminadas, decidieron probar los resultados. El concurso consistía en que cada uno suspendiera las cuchillas en un pequeño riachuelo con el filo frente a la corriente. La espada de Muramasa, el Juuchi Yosamu (十千夜寒 "10,000 Noches Frías"?) cortó todo lo que pasó por su camino; peces, hojas flotando río abajo, el mismo aire que soplaba sobre él. Muy impresionado con el trabajo de su alumno, Masamune bajó su espada, el Yawarakai-Te (柔らかい手 "Manos Tiernas"?), a la corriente y esperó pacientemente. Solo se cortaron las hojas. Sin embargo, el pez nadó hasta él, y el aire silbó mientras soplaba suavemente por la cuchilla. Después de un tiempo, Muramasa comenzó a burlarse de su maestro por su aparente falta de habilidad en la fabricación de su espada. Sonriendo para sí mismo, Masamune levantó su espada, la secó y la enfundó. Todo el tiempo, Muramasa lo estaba molestando por la incapacidad de su espada para cortar cualquier cosa. Un monje, que había estado observando toda la prueba, se acercó y se inclinó ante los dos maestros de la espada. Luego comenzó a explicar lo que había visto.
La primera de las espadas era una espada fina, sin embargo, es una espada malvada y sedienta de sangre, ya que no discrimina a quién o qué cortará. Bien podría estar cortando mariposas como cortando cabezas. El segundo fue, con mucho, el más fino de los dos, ya que no corta innecesariamente lo que es inocente e indigno.
En otro relato de la historia, ambas cuchillas cortan las hojas que cayeron en la corriente del río igualmente bien, pero las hojas se pegarían a la cuchilla de Muramasa mientras que se deslizarían más allá de Masamune después de ser cortadas. O, alternativamente, ambas hojas fueron cortadas, pero las cortadas por la espada de Masamune se reformarían a medida que viajaba por la corriente. Otra versión tiene hojas cortadas por la espada de Muramasa, mientras que las hojas fueron repelidas por la de Masamune, y otra tiene hojas cortadas por la espada de Muramasa y curadas por la de Masamune.
En otra historia más, Muramasa y Masamune fueron convocados para hacer espadas para el shōgun o Emperador y las espadas terminadas se sostuvieron en una cascada. El resultado es el mismo que las otras historias, y las espadas de Masamune se consideran espadas santas. En una versión de la historia, Muramasa es asesinado por crear espadas malvadas.
Si bien todas las leyendas conocidas de los dos que se han conocido son históricamente imposibles, ambos herreros son ampliamente considerados como símbolos de sus respectivas épocas.

## Estudiantes
Se cree que Masamune entrenó a un gran número de herreros de espada; Se conocen 15, 10 de los cuales se consideran Juttetsu o "Diez estudiantes famosos" o "10 Grandes discípulos de Masamune".

### Los Grandes Juttetsu

#### Chogi
(備州長船住長義作 Bishu Osafune Ju Nagayoshi Saku?)  (備州國長船住長義 Bizen Kuni Osafune Ju Nagayoshi?)
Aunque probablemente no sea un estudiante directo de Masamune debido a las fechas en que estaba forjando, sus obras están muy influenciadas por el trabajo de Masamune y la tradición Soshu, así como por el trabajo de los herreros de la espada Soden Bizen. Aunque los caracteres kanji se pronuncian en japonés como 'Nagayoshi', por convención la pronunciación china de 'Chogi' se usa para este herrero, y un puñado de otros (menos comúnmente para su estudiante Kanenaga, pronunciado en chino como 'Kencho').

#### Kanemitsu
(備前國長船住兼光 Bizen Kuni Osafune Ju Kanemitsu?)  (備前長船住兼光 Bishu Osafune ju Kanemitsu?)  (備前國長船住左衛門尉藤原兼光 Bizen no Kuni Osafune ju Saemonjo Fujiwara Kanemitsu?)
Considerado como el creador de algunas de las espadas más afiladas jamás conocidas, es uno de los pocos herreros clasificados en Sai-jo O-wazamono (gran maestro de gran filo) con espadas famosas llamadas Kabutowari (Cortador de Casco), Ishikiri (Cortador de Piedra) y Teppokiri (Cortador de Pistola) como se transmite en los escritos de Fujishiro. Kanemitsu produjo espadas utilizadas por hombres y generales de renombre. Sin embargo, probablemente no fue enseñado directamente por Masamune, pero fue influenciado por el Soshu, creando espadas además de servirse como líder en la revolución de Soden Bizen.

#### Shizu Saburo Kaneuji
(兼氏 Kaneuji?)
Vivió en la provincia de Yamato antes de ir a Mino a estudiar con Masamune, donde su estilo cambió radicalmente. Sus espadas son muy parecidas a las de Masamune y a menudo se confunden con las suyas. La escuela Mishina puede rastrear su historia hasta Kaneuji y, a través de él, hasta Masamune.

#### Kinju
(金重?)
Kinju, como Chogi, por convención se pronuncia en chino. También es conocido como Kaneshige usando la pronunciación japonesa de su nombre. Él y Kaneuji son fundadores del estilo Mino. Era un monje en el Seisen-ji en Tsuruga, y condujo a la creación de la fabricación de espadas Echizen como Kuniyuki, mudándose a Mino en la época de Ryakuō (1338-1342) creando la tradición Seki.

#### Kunishige
(長谷部国重 Hasebe Kunishige?)
Creó la escuela Hasebe produciendo espadas al estilo del segundo período de Soshu y Yamashiro. Algunos consideran que sus espadas son iguales a Akihiro y Hiromitsu. Creó el Heshikiri Hasebe (El Cortador Contundente) que figura en el Kyoho Meibutsu Cho, propiedad de Toyotomi Hideyoshi y luego de Oda Nobunaga. Lleva una incrustación de evaluación de oro de Honami Kotoku llamada Kinzogan (金象嵌?). Hoy la espada es una herencia familiar del Kuroda Daimyō Ke. La espada toma su nombre de la historia de Oda Nobunaga dibujándola para cortar una mesa y matar a Kannai, un maestro del té que lo traicionó.

#### Kunitsugu
(来源国次 Rai Minamoto Kunitsugu?)
También se conoce con el nombre de Kamakura Rai, ya que es el nieto de Rai Kuniyuki. La influencia de las tradiciones Soshu y Yamashiro se puede observar en sus obras.

#### Saemonzaburo
(左 Sa?)  (筑州左 Chikushu Sa?)  (筑前國住左 Chikuzen no Kuni ju Sa?)
Creía que se llamaba Yasuyoshi, pero firmó su trabajo con las dos primeras letras de su nombre de pila. Considerado por algunos como uno de los mejores estudiantes de Masamune. Además de ser un espadachín Soshu, también creó la tradición Chikuzen.

#### Saeki Norishige
(則重 Norishige?)  (佐伯 Saeki?)
Históricamente considerado uno de los mejores estudiantes de Masamune, está entre los Juttetsu. Sin embargo, la investigación actual indica que él era un estudiante de último año de Masamune, menor de Yukimitsu, bajo el gran maestro Shintōgo Kunimitsu. Él, como Go, proviene de la provincia de Etchu y es conocido como el único herrero que ha dominado el estilo de matsukawa-hada (acero con patrón de corteza de pino), lo que hace que su trabajo sea único.

#### Go Yoshihiro
(郷(江) Go?)  (義弘 Yoshihiro?)
Existen muy pocas obras de este espadachín debido a su muerte a la temprana edad de 27 años. No existen obras firmadas conocidas. Se cree que se fue con los nombres de Go Yoshihiro o simplemente Go, el nombre de la ciudad de donde vino. Además de ser un herrero de Soshu, es miembro de la tradición Etchu. Se considera que tiene la mayor habilidad para forjar espadas entre los Juttetsu Masamune.

#### Naotsuna
(石州出羽直綱作 Sekishu Izuwa Naotsuna Saku?)  (直綱作 Naotsuna Saku?)
Existen muchas teorías de que, de hecho, pudo haber sido alumno de Saemonzaburo, entre otras. Muchos consideran que su trabajo fue influenciado por Soshu (相州?), incluso si Masamune no lo enseñó directamente, también está influenciado por el estilo de Soden Bizen (備前?) y el estilo de la provincia de Iwami (石州?).

### Otros estudiantes
- Hiromitsu (相模國住人廣光 Sagami Kuni Junin Hiromitsu?): Junto con Akihiro provocó el segundo período del estilo Soshu.
- Sadamune: Un estudiante y posiblemente hijo o hijo adoptivo de Masamune. Al igual que su padre, no dejó ningún trabajo firmado, pero se considera incomparable en la tradición Soshu después de Masamune.
- Akihiro (相州住秋廣 Soshu Ju Akihiro?)  (相模國住人秋廣 Sagami Kuni Junin Akihiro?): Un estudiante directo de Masamune, junto con Hiromitsu, fue responsable de refinar el estilo Soshu para crear el segundo período Soshu.

## Espadas

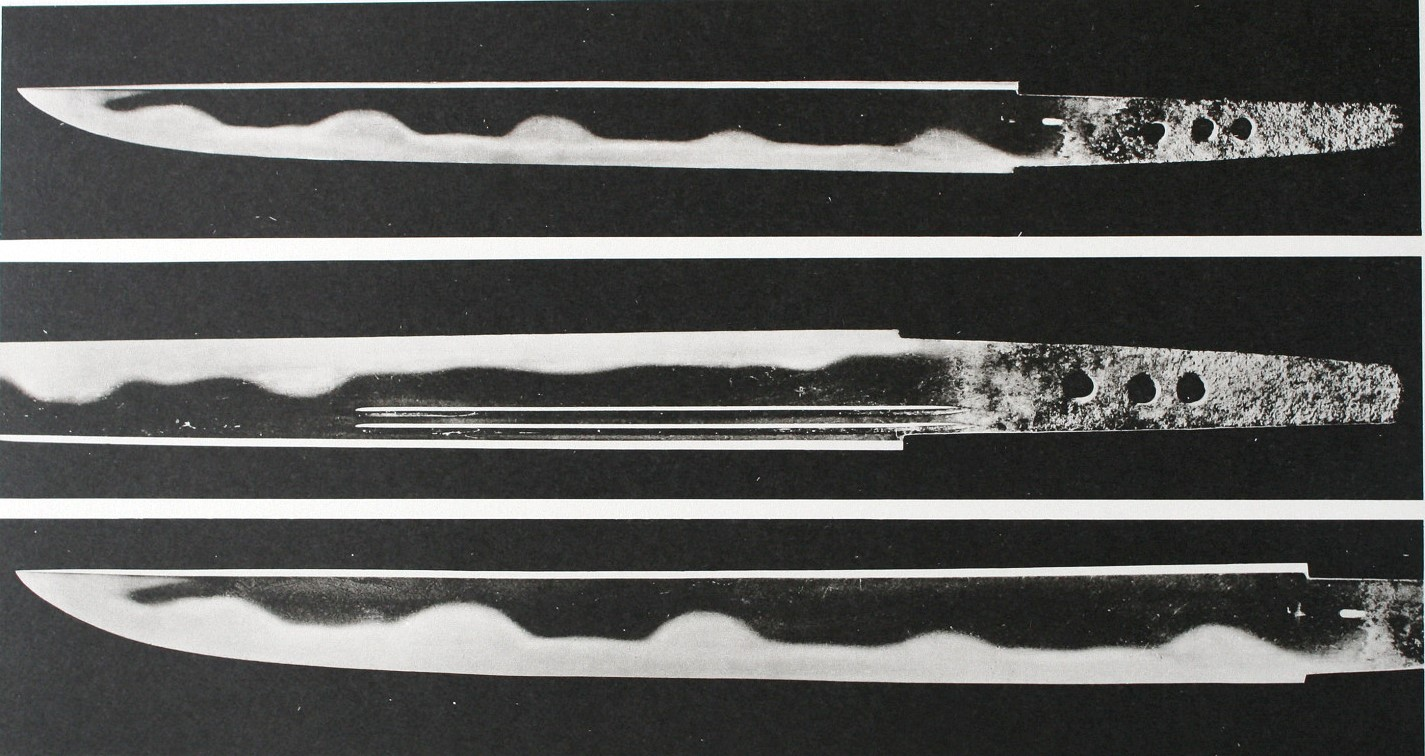
Tantō de Hyūga Masamune, 24.8 cm, Masamune sin firmar, anteriormente en posesión de Ishida Mitsunari, quien se lo dio a su cuñado; El tantō fue robado durante la Batalla de Sekigahara por Mizuno Katsushige, gobernador de la provincia de Hyūga, período Kamakura, Mitsui Memorial Museum, Tokio.

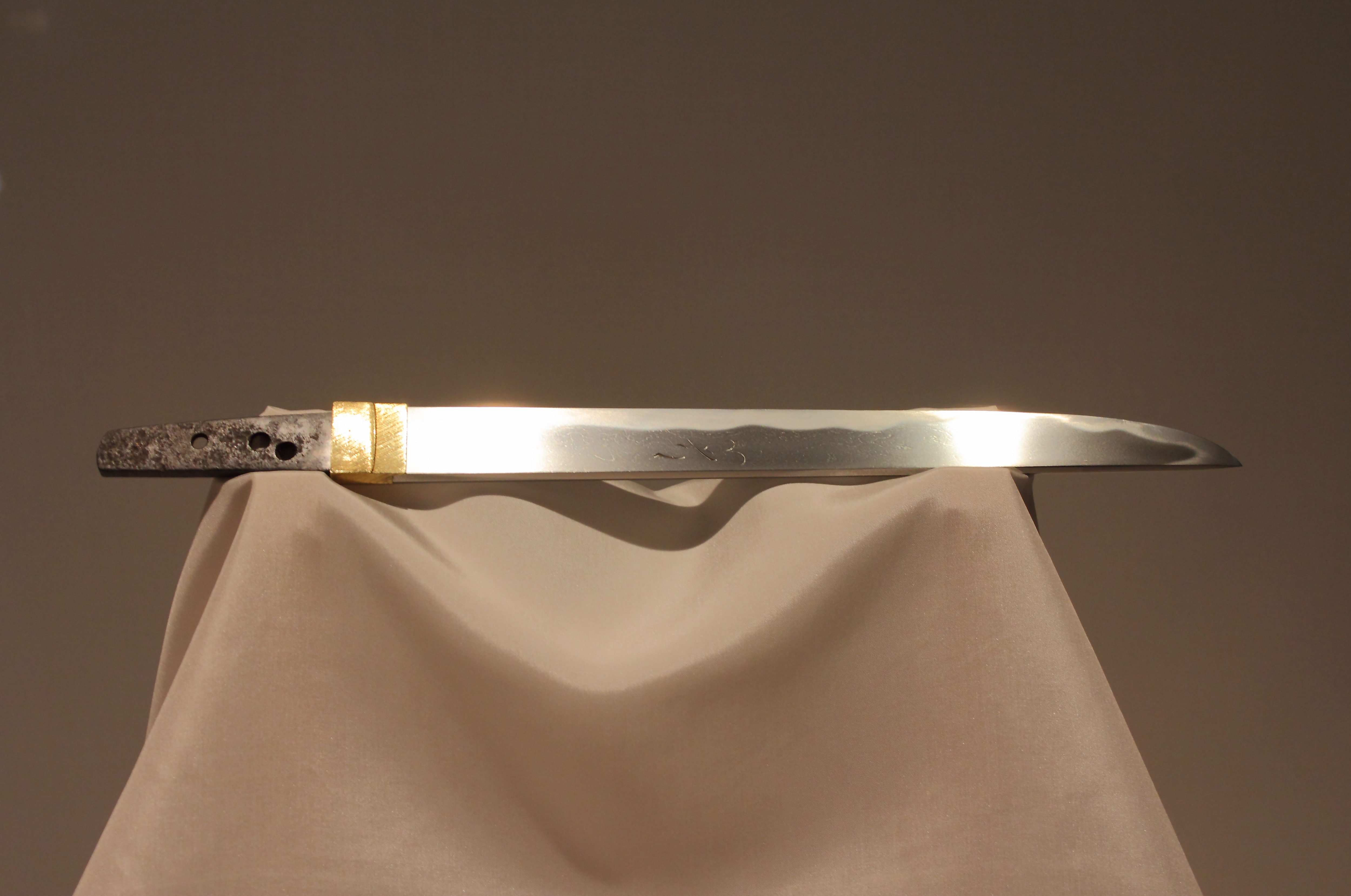
Tantō Masamune

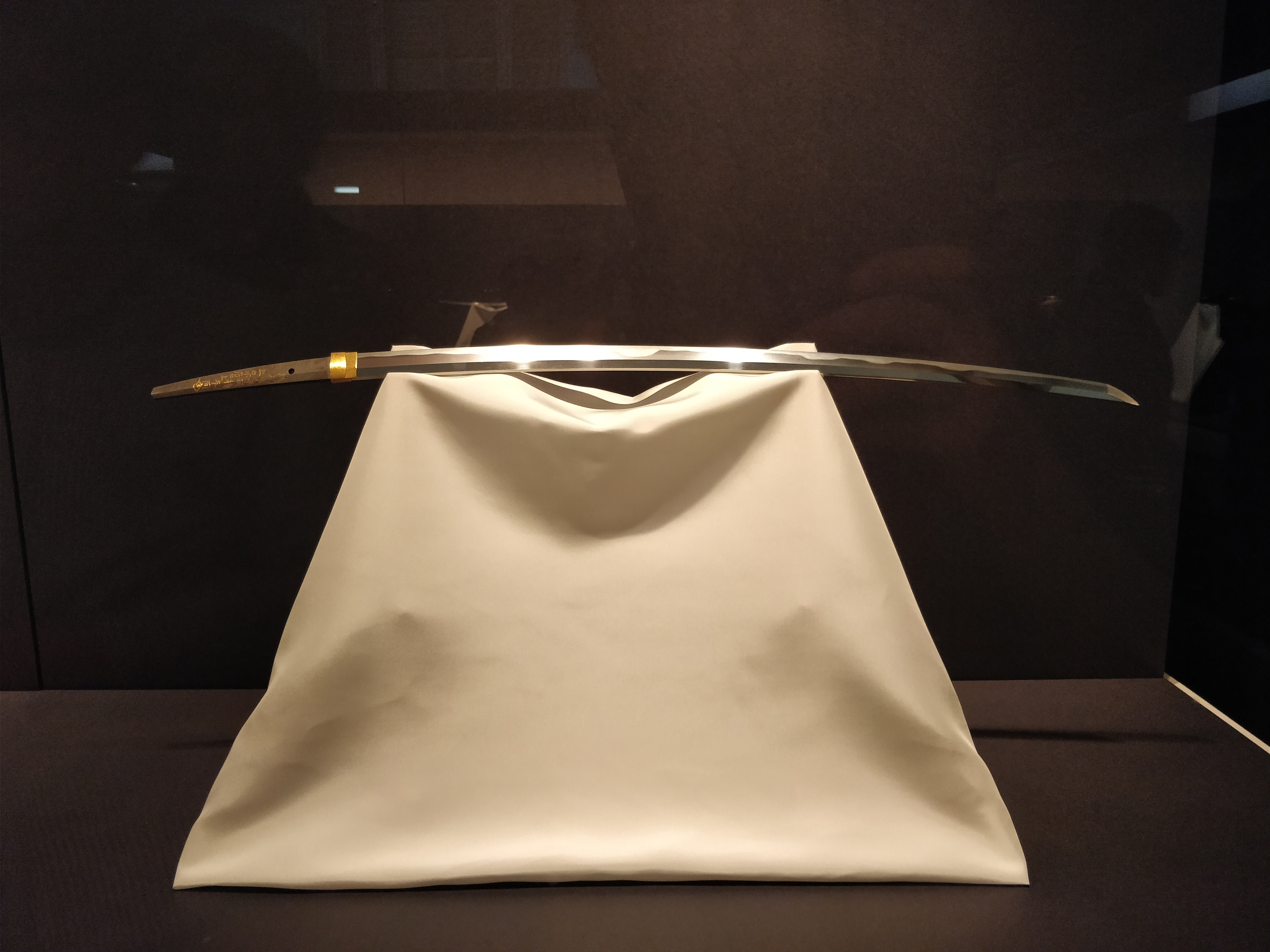
La katana apodada Tsugaru Masamune en el Museo Nacional de Tokio

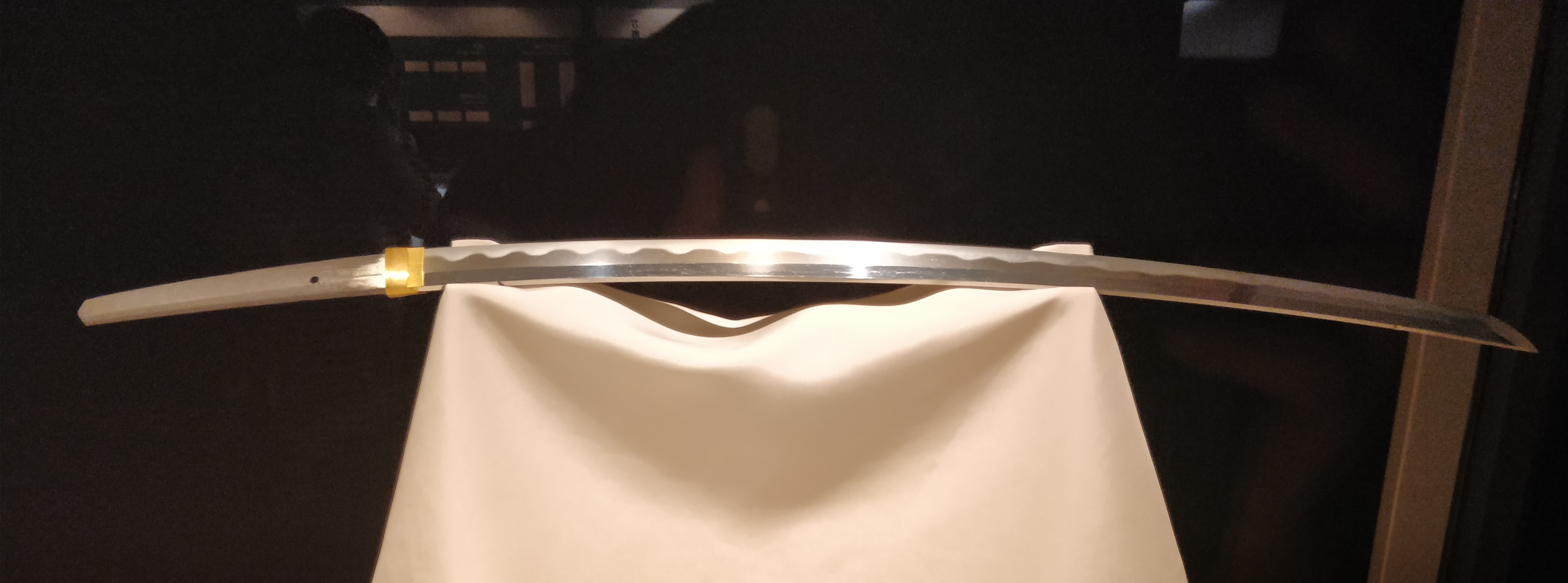
La katana apodada Ishida Masamune en el Museo Nacional de Tokio fue anteriormente propiedad de Ishida Mitsunari

### Honjō Masamune
El Honjō Masamune representó al shogunato Tokugawa durante la mayor parte del período Edo y se transmitió de un shōgun a otro. Es una de las espadas más conocidas creadas por Masamune, y se cree que se encuentra entre las mejores espadas japonesas jamás fabricadas. Fue hecho un Tesoro Nacional de Japón (Kokuhō) en 1939.
El nombre Honjō posiblemente surgió debido a la conexión de esta espada con el general Honjō Shigenaga que ganó la espada en la batalla. Honjō Shigenaga, general de Uesugi Kenshin en el siglo XVI, fue atacado por Umanosuke, que ya poseía varias cabezas de trofeo. Shigenaga fue atacado con el Honjō Masamune que dividió su casco, pero sobrevivió y tomó la espada como premio. La espada tenía varias fichas de la gran batalla, pero aún era utilizable. Shigenaga lo mantuvo hasta que fue enviado al castillo de Fushimi, Bunroku, alrededor de 1592-1595.
Shigenaga más tarde se vio obligado a vender la espada a Toyotomi Hidetsugu, el sobrino y retenedor de Toyotomi Hideyoshi. Fue comprado por 13 Mai, 13 ōban, que eran 13 monedas de oro grandes. La espada se valoró más tarde en el Kyoho Meibutsu Cho a 1,000 Mai. Luego fue a Toyotomi Hideyoshi, Shimazu Yoshihiro, nuevamente a Hideyoshi, Tokugawa Ieyasu, Tokugawa Yorinobu y finalmente Tokugawa Ietsuna. Permaneció en la rama Kii (紀伊?) de la familia Tokugawa, siendo el último propietario conocido Tokugawa Iemasa al final de la Segunda Guerra Mundial.
Bajo la ocupación de los Estados Unidos al final de la Segunda Guerra Mundial, se prohibió toda producción de nihontō con bordes, excepto bajo permiso de la policía o del gobierno. Aparentemente, Tokugawa Iemasa entregó el Honjō Masamune y otras 14 espadas a una estación de policía en Mejiro en diciembre de 1945. Poco después, en enero de 1946, la policía de Mejiro entregó estas espadas a un hombre identificado como "Sargento Coldy Bimore" (posiblemente una fonética ilegible) ortografía del nombre del hombre) de la Comisión de Liquidaciones Extranjeras de AFWESPAC (Fuerzas del Ejército, Pacífico Occidental). En un episodio de Expedition Unknown, Josh Gates viajó a Japón en busca del Honjō Masamune, y se enteró de que no había registros de un "Sargento Coldy Bimore" que haya recibido la espada. El Honjō Masamune es la más importante de las espadas japonesas desaparecidas y su ubicación actual sigue siendo desconocida, pero hay teorías sobre quién puede poseer la espada.

### Fudo Masamune
Esta es una de las pocas hojas firmadas por Masamune que no está en cuestión. Fue comprado por Toyotomi Hidetsugu en 1601 por 500 Kan y pasó a Shōgun Ieyasu y de él a Maeda Toshiie. Maeda Toshitsune lo presentó nuevamente al Shōgun, posiblemente en su retiro. Más tarde, la espada fue transmitida entre los Owari Tokugawa. Esta cuchilla es un tantō de aproximadamente 25 cm (8 sun 6.5 bun) con una talla de raíces en el lado Omote (frente, borde exterior). También tiene surcos en forma de palillos Gomabashi (護摩箸?) en la parte posterior y un Dragón en la parte ura de la espada Kurikara (倶利伽羅?). La hoja presenta un grabado de Fudō Myō ō, la deidad budista que le da nombre a esta hoja.

### Musashi Masamune
Un trabajo peculiar de Masamune, una vez en posesión del shogunato Tokugawa a través del dominio de Kii y regalado a la línea principal de la familia Tokugawa en Edo en su mejor momento. Al final de la Era Tokugawa marcada por el Bakumatsu, Tokugawa Iesato presentó el Musashi Masamune como un regalo en honor a los esfuerzos de Yamaoka Tesshū para facilitar la negociación pacífica con Katsu Kaishū a Saigō Takamori, ahorrando a Edo de la guerra y la destrucción innecesaria; Sin embargo, Yamaoka se sintió humilde al recibir una obra maestra, y se la pasó al estadista Iwakura Tomomi. Poco después de verlo pasar de mano en mano durante todo el siglo XX, el Musashi Masamune finalmente llegó a la ficha de Nihon Bijutsu Token Hozon Kyokai en el año 2000 por Motoo Otsuyasu. El Musashi Masamune es un tachi, mide 74 cm (2 korai-shaku, 1 sun, 4.2 bun), y destaca por tener casi todas las características de las características distintivas de Masamune; Aunque se debate que su o-kissaki no es el de su estilo, se compara con las cuchillas hechas en su carrera posterior, que muestra la transición de los estilos de Kamakura a la era de Nanbokucho. Se rumorea que, aunque la espada lleva el nombre de la provincia de Musashi, donde se encuentra Edo y el actual Tokio, su origen proviene de la posesión de Miyamoto Musashi, considerado el espadachín más famoso de Japón. La espada está clasificada como un meibutsu Tesoro Nacional de Japón.

### Hōchō Masamune
El "Hōchō" Masamune se refiere a cualquiera de los tres tantō particulares e inusuales atribuidos a Masamune. Estos tantō tienen un cuerpo ancho, a diferencia de su trabajo normal, delgado y elegante, lo que los hace parecer bastante similares a un cuchillo de cocina japonés. Una de las tres cuchillas tiene un Gomabashi recortado (Sukashi). Fue restaurado alrededor de 1919 y vendido por aproximadamente 10 hiki (un cierto número de mon); esto valía aproximadamente 14 ¢ EE. UU. en ese momento, lo que significa que el precio era notablemente bajo. Actualmente está en exhibición en el Museo de Arte Tokugawa.

### Kotegiri Masamune
Kotegiri significa "cortador de Kote". En este caso, Kote es una palabra contraída de Yugote (弓籠手?), elementos de samurái que están equipados con su dedo para usar un arco. Este nombre proviene de un episodio en el que Asakura Ujikage cortó el yugote de un samurái opuesto en la batalla de Toji en Kioto. Oda Nobunaga tomó posesión de esta espada y la acortó a su longitud actual. En 1615 finalmente pasó al clan Maeda que en 1882 lo presentó como un regalo al emperador Meiji, un conocido coleccionista de espadas.

### Masamune en la Biblioteca Harry S. Truman
- Un Masamune fue entregado al presidente Harry S. Truman poco después de la Segunda Guerra Mundial. Se encuentra en la Biblioteca y Museo Presidencial de Harry S. Truman.[16][17]